# Okanagan Falls
Okanagan Falls est une communauté non incorporée en municipalité de Colombie-Britannique, située dans le district régional d'Okanagan-Similkameen. Elle est nommée d'après de petites cascades jumelles qui faisaient autrefois partie d'un magnifique paysage naturel, situé à l'extrémité sud du lac Skaha, qui se jetait dans la rivière Okanagan. Okanagan Falls est aussi connu sous le nom « OK Falls ». 
La communauté a été fondée sur l'agriculture et fournit aujourd'hui des fruits et légumes frais, des fruits secs et de nombreux vins. Les résidents et touristes profitent d'un climat chaud et sec des plus doux au Canada. La population de cette ville s'élève à 6 000 habitants.
En 2025, les habitants votent pour la constitution en municipalité de leur localité.